# Mary, Tansey und die Reise in die Nacht
Mary, Tansey und die Reise in die Nacht (engl. Originaltitel: A Greyhound of a Girl) ist ein Kinder- und Jugendroman des irischen Schriftstellers Roddy Doyle.
Vier Frauen sind die Protagonistinnen der Geschichte: die 12-jährige Mary, ihre Mutter Scarlett, ihre Oma Emer und ihre bereits verstorbene Ur-Oma Tansey.
Eine Besonderheit des Buches ist die Erzählperspektive, die zwischen den vier Frauen wechselt. Jedoch bleibt Mary die Hauptperson, da die Erzählungen der anderen Frauen ihrer Familie meist Rückblicke in die Vergangenheit sind.
Da sich das Buch vor allem an junge Leser richtet, wird mit dem Thema Tod sanft umgegangen. Der Fokus liegt daher auch nicht auf dem Sterben, sondern auf dem Leben und was die Frauen aus den verschiedenen Generationen miteinander verbindet. Es handelt ebenfalls von den unterschiedlichen Wegen, mit einem Verlust umzugehen und dem Abschied einer geliebten Person.

## Inhalt
Die 12 Jahre alte Mary wohnt mit ihren Eltern und ihren zwei älteren Brüdern in Dublin. Ihre Großmutter Emer, die schon über 80 ist, liegt zurzeit im Krankenhaus. Diese verliert zwar auch dort nicht ihren Humor, schläft jedoch von der einen auf die andere Sekunde ein und das erschreckt Mary, die ihre Großmutter sehr liebt und nicht verlieren möchte.
Eines Tages wird Mary von einer fremden Frau angesprochen, die Marys Namen und ihre Großmutter Emer kennt. Zuerst glaubt Mary die Frau sei eine neue Nachbarin, doch als sie den Namen der Frau, die sich ihr als Tansey vorgestellt hat gegenüber ihrer Mutter erwähnt, wird diese neugierig und möchte Tansey kennenlernen. Sie erzählt Mary von der Mutter von Marys kranker Oma, die auch Tansey hieß und 1928 an der Grippe gestorben ist, als Marys Oma Emer gerade mal drei Jahre alt war.
Als Marys Mutter Scarlett und Tansey aufeinander treffen, stellt sich heraus, dass es sich bei Tansey wirklich um Marys Urgroßmutter handelt – den Geist ihrer Urgroßmutter. Diese war nach ihrem frühen Tod so besorgt um ihre Tochter, dass sie nicht dazu bereit war weiterzugehen und als Geist geblieben ist, um ihre Tochter zu beschützen. Nun möchte sie ihre Tochter bei ihrer letzten großen Reise begleiten.
Gemeinsam unternehmen die vier Frauen in der Nacht einen Ausflug zum alten Haus auf dem Land, in dem sowohl Tansey als auch Emer aufgewachsen sind. Das alte Haus ist mittlerweile eine Ruine und Mary begreift, dass Veränderungen Teil des Lebens sind und auch der Tod ihrer Großmutter dazu gehört.
Gemeinsam fahren sie ans Meer, von dem sich Emer verabschieden möchte und philosophieren über den Tod. Allen ist bewusst, dass ihnen der Abschied bald bevorsteht und Tansey versucht ihnen die Angst davor nehmen. Sie erinnert sie daran, dass sie einander und vor allem die, die bereits gegangen sind, immer im anderen und auch in ihren Kindern und Enkelkindern wiederfinden werden.
Nach diesem Ausflug stirbt Marys Oma und auch Tansey verschwindet, aber Mary weiß, dass ein Teil ihrer Großmutter immer bei ihr bleiben wird.

## Auszeichnungen
- 2013 Kinder- und Jugendbuchpreis „Luchs des Monats“ Mai der Wochenzeitung Die Zeit.

## Ausgaben
- A Greyhound of a Girl. Marion Llod books 2011.
- Mary, Tansey und die Reise in die Nacht.  Übers. von  Andreas Steinhöfel. Verl. cbj 2012. ISBN 978-3-570-15471-7

## Verfilmung
- 2023: Marys magische Reise (A Greyhound of a Girl), Animationsfilm von Enzo D’Alò[1]